# Víctor Manuel Castro Cosío
Víctor Manuel Castro Cosío, né le 14 juin 1955 à La Paz, est un enseignant et un homme politique mexicain. Membre du Mouvement de régénération nationale (MORENA), il est gouverneur de l'État de Basse-Californie du Sud depuis 2021.

## Biographie
Alors membre du Parti de la révolution démocratique (PRD), il est secrétaire de l'Éducation publique de Basse-Californie du Sud de 2002 à 2004 sous le mandat du gouverneur Leonel Cota Montaño. De 2005 à 2008, il est maire (« président municipal ») de La Paz. En 2014, il rejoint le Mouvement de régénération nationale (MORENA).
Au Congrès de l'Union, il est député fédéral de 2009 à 2012 et sénateur pour son État de septembre à décembre 2018.
De décembre 2018 à octobre 2020, il est coordinateur des programmes de développement de Basse-Californie du Sud au sein de l'administration du président Andrés Manuel López Obrador.
Il est élu gouverneur de Basse-Californie du Sud le 6 juin 2021 avec 45,29 % des voix et entre en fonction le 10 septembre suivant pour un mandat de six ans.